# Малиш Станіслав-Нурі Атіллайович
Станіслав-Нурі Атіллайович Малиш (нар. 15 січня 1995, Київ, Україна) — український футболіст турецько-українського походження, захисник клубу «Інгулець».

## Клубна кар'єра
Народився в Києві, батько — турок, мати — українка. У ранньому віці родина виїхала до Туреччини, де Станіслав-Нурі жив протягом 10-ти років. Саме в цій країні й почав займатися футболом, виступав у чемпіонаті Стамбула. В 11-річному віці повернувся до України, де вступив до дитячо-юнацької академії «Чорноморця». Виступав за одеситів у ДЮФЛУ, а також в юніорському та молодіжних чемпіонатах України.
Потім грав у чемпіонаті Одеси за колектив «Soho.net», також захищав кольори «Авангарду» (Великий Дальник). Влітку 2014 року перебрався в «Реал Фарму». Дебютував у складі овідіопольського клубу 26 липня 2014 року в переможному (2:1) домашньому поєдинку 1-го туру Другої ліги проти новокаховської «Енергії». Малиш вийшов на поле в стартовому складі та відіграв увесь матч, а на 32-й хвилині відзначився першим голом у професіональній кар'єрі. У команді відіграв два сезони, за цей час у Другій лізі зіграв 44 матчі (відзначився 11-а голами), ще 2 поєдинки провів у кубку України. У червні 2016 року залишив розташування «Реал Фарми». Вже за декілька днів на запрошення Дениса Колчина перейшов до іншого одеського клубу, «Жемчужини», яка готувалася до дебюту в професіональному футболі. У команді провів півтора сезони, за цей час у Другій лізі зіграв 37 матчів (8 голів), ще 4 матчі (1 гол) провів у кубку України.
По ходу сезону 2017/18 років перебрався в МФК «Кристал» (Херсон), який виступав в аматорському чемпіонаті України. 5 липня 2018 року підписав контракт з херсонським клубом. Дебютував у футболці «Кристалу» на професіональному рівні 22 липня 2018 року в переможному (1:0) домашньому поєдинку 1-го туру групи Б Другої ліги проти «Миколаєва-2». Малиш вийшов на поле в стартовому складі та відіграв увесь матч, а на 77-й хвилині отримав жовту картку. Дебютним голом у футболці херсонського клубу відзначився 30 вересня 2018 року на 65-й хвилині переможного (1:0) домашнього поєдинку 11-го туру групи Б Другої ліги проти «Кременя». Станіслав-Нурі вийшов на поле в стартовому складі та відіграв увесь матч. 2 липня 2019 року продовжив угоду з клубом.

## Кар'єра в збірній
У футболці юнацької збірної України (U-17) дебютував 22 січня 2012 року в переможному (2:1) поєдинку проти однолітків з Литви. Малиш вийшов на поле в стартовому складі, а на 41-й хвилині його замінив Юрій Ткачук. З кінця січня по кінець лютого 2012 року зіграв 7 поєдинків за юнацьку збірну України.